# Nieuwe Republiek
La Nieuwe Republiek ("Nueva República") fue una pequeña república bóer que existió desde 1884 hasta 1888 en la actual Sudáfrica. Sólo fue reconocida por Alemania y la República Sudafricana. Su independencia fue proclamada el 16 de agosto de 1884, con tierras donadas por el Reino Zulú a través de un tratado. Tenía una extensión de 13,6 kilómetros cuadrados (5,3 mi²) y su capital era Vryheid o Vrijheid ("Libertad" en afrikáans u holandés, respectivamente), siendo ambos nombres alternativos del estado. El fundador y presidente hasta que se solicitó la incorporación a la República Sudafricana el 20 de julio de 1888 fue Lucas Johannes Meyer, mientras que Daniel Johannes Esselen actuó como Secretario de Estado durante el mismo período.

## Historia
Después de que los granjeros bóer, que vivían en la zona, ayudaron a Dinuzulu a derrotar a su rival Zibhebhu por la sucesión del trono zulú, el nuevo rey zulú les entregó tierras a modo de cesión a lo largo de las orillas del río Mfolozi. El 5 de agosto de 1884, los bóeres formaron la Nieuwe Republiek (Nueva República) con el reconocimiento de Alemania, República Sudafricana y Portugal con Vryheid como capital. La Nieuwe Republiek fue finalmente reconocida por los británicos el 22 de octubre de 1886, pero a los pocos meses los británicos anexaron un tramo de la costa de la República de Niewe y el Reino Zulú al norte del río Tugela (1887) para evitar la nueva República Bóer de tener acceso al mar, que necesitaban para un puerto.
La anexión británica del territorio zulú resultó en una revuelta, encabezada por Dinuzulu (junio de 1888), quien fue derrotado por los británicos. El rey Dinuzulu fue juzgado por alta traición en Eshowe y sentenciado. La anexión del Reino Zulú no dejó muchas esperanzas de seguridad en Nieuwe Republiek contra el imperialismo británico. El 20 de julio de 1888, la Nueva República se incorporó a la República de Transvaal a petición propia, aunque gozando de una autonomía considerable. Las relaciones entre los bóeres y los zulúes se mantuvieron estables hasta el estallido de la segunda guerra bóer (1899-1902).
En junio de 1900, las fuerzas británicas entraron en Vryheid, la capital. AJ Shepstone, hijo de Sir Theophilus Shepstone, ex secretario de asuntos nativos en Natal, fue enviado a la zona y trabajó junto con la inteligencia militar británica oficial J. Roberts para conspirar con algunos zulúes contra los bóeres, y logró la victoria sobre los bóeres en Schurweberg, cerca de Vryheid. En marzo de 1901 declaró la ley marcial en la región. Después de la segunda guerra bóer, el territorio fue transferido a la Colonia de Natal (1903).

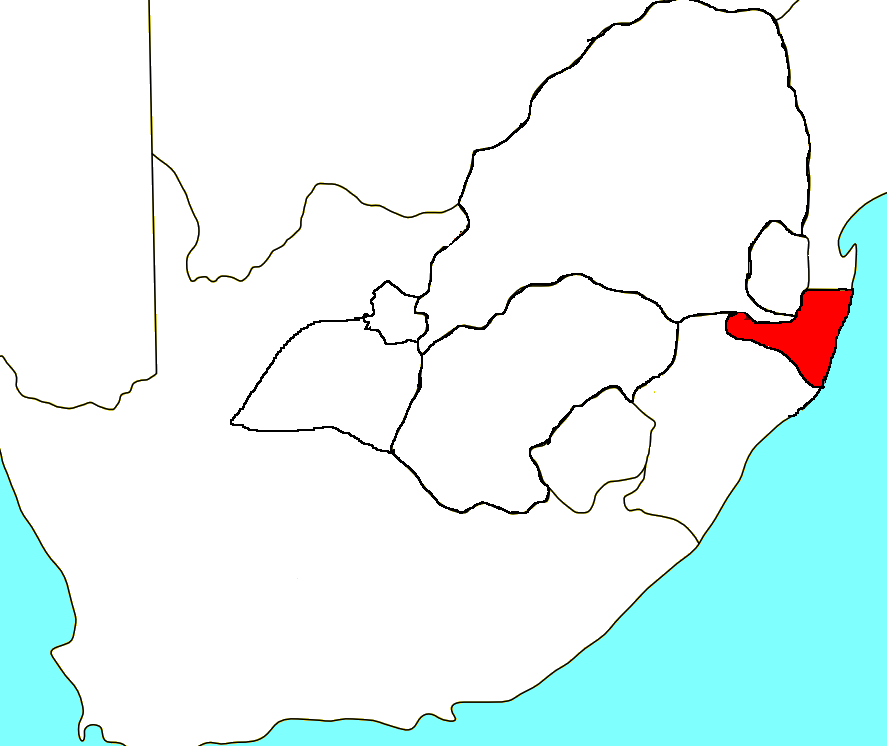
Localización de la Nieuwe Republiek en el Sur de África
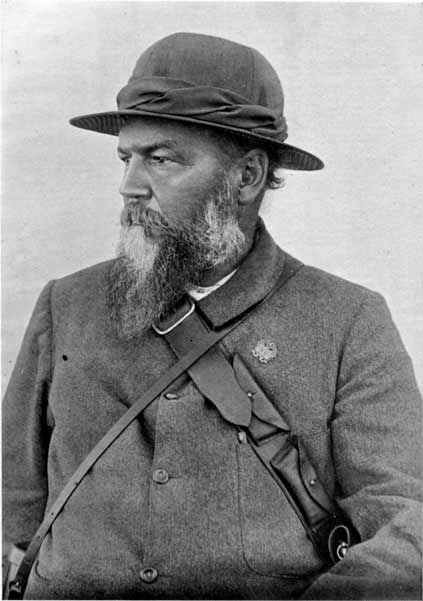
Presidente Lucas Johannes Meijer
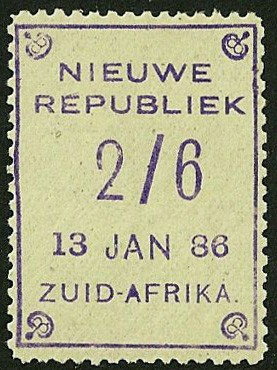
Sello postal (1886)
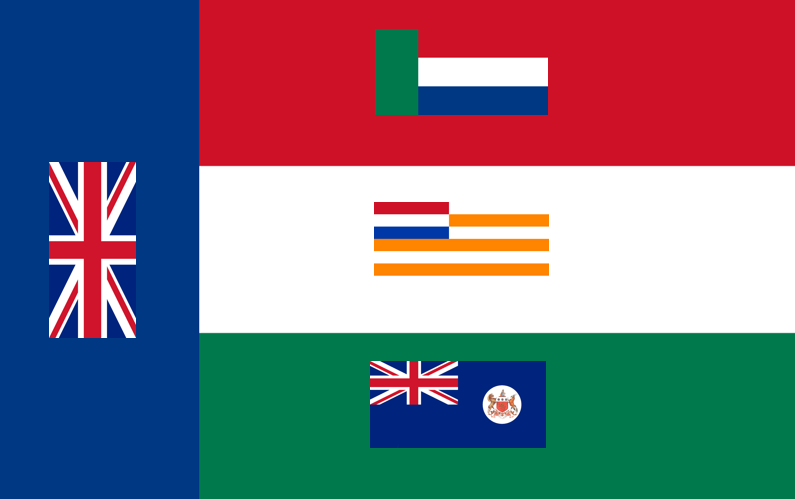
Diseño original aprobado de la bandera de la Nueva República
Escudo original de Nieuwe Republiek y posteriormente tomado por la ciudad de Vryheid